# Епимахово (Кировская область)
Епимахово — деревня в Советском районе Кировской области в составе Родыгинского сельского поселения. 

## География
Находится на левом берегу речки Кукарки на расстоянии примерно 1 км по прямой на юг от юго-восточной окраины районного центра города Советск.

## История
Известна с 1646 года как починок Пичюжинский. В 1764 году в починке Пичюгинский отмечалось 54 жителя из дворцовых крестьян. В 1873 года здесь (починок Пичугинский или Епимахов) было учтено дворов 6 и жителей 61, в 1905 14 и 94, в 1926 21 и 108, в 1950 20 и 60. В 1989 году оставался 21 житель. Нынешнее название утвердилось с 1939 года.

## Население
Постоянное население составляло 9 человек (русские 100%) в 2002 году, 6 в 2010.